# Ræhr-Hansted-Vigsø Kommune
Ræhr-Hansted-Vigsø Kommune var en kommune i Hillerslev Herred i Thisted Amt.

## Administrativ historik
Kommunen blev dannet i 1842 efter at der året forinden var blevet vedtaget en forordning om oprettelse af et landkommunalvæsen. Kommunen eksisterede frem til kommunalreformen i 1966, hvor denne blev indlemmet i den nye Hanstholm Kommune. Det officielle navn var i perioden 1842−1964 Ræhr-Hansted-Vigsø Kommune og i perioden 1964−1966 Hanstholm Kommune.